# Minwer al-Meheid
 Minwer al-Meheid ist ein saudischer Ingenieur, der auf zeitgenössische islamische Kunst und Architektur spezialisiert ist. Er ist Direktor des Königlichen Aal al-Bayt Instituts für islamisches Denken (Royal Aal al-Bayt Institute for Islamic Thought) in Amman, Jordanien, und ist bekannt für die Wiederherstellung der berühmten Minbar von Saladin (Salahuddin), die 2007 in die Al-Aqsa-Moschee zurückgebracht wurde, nachdem die ursprüngliche Minbar 1969 durch Brandstiftung zerstört worden war.
Er lehrt als Professor an der 2008 gegründeten World Islamic Sciences and Education University (WISE) in Amman, Jordanien.
Er studierte Bauingenieurwissenschaften (civil engineering) an der California State University, Chico und erwarb später seinen PhD-Abschluss in Proportional Systems in Traditional Islamic Arts (Proportionssysteme in den traditionellen islamischen Künsten) an der Prince’s Foundation der University of Wales.
Er hatte die Aufsicht über die Einrichtung des College of Traditional Arts and Sciences an der Balqa-Universität in Salt, Jordanien, die Studenten in den traditionellen Künsten ausbildet.
2008 war er einer der Delegationsteilnehmer des 2. Seminars des Katholisch-Muslimischen Forums.
In den Auflistungen des Prinz-al-Walid-bin-Talal-Zentrums für muslimisch-christliche Verständigung der Georgetown University und des Royal Islamic Strategic Studies Centre von Jordanien wird er als einer der 500 einflussreichsten Muslime angeführt.
Er ist einer der Fellows des Königlichen Aal al-Bayt Instituts für islamisches Denken (Royal Aal Al-Bayt Institute for Islamic Thought).